# Anabolia ozburni
Anabolia ozburni là một loài Trichoptera trong họ Limnephilidae. Chúng phân bố ở miền Tân bắc.